# Liste der Baudenkmäler in Aachen

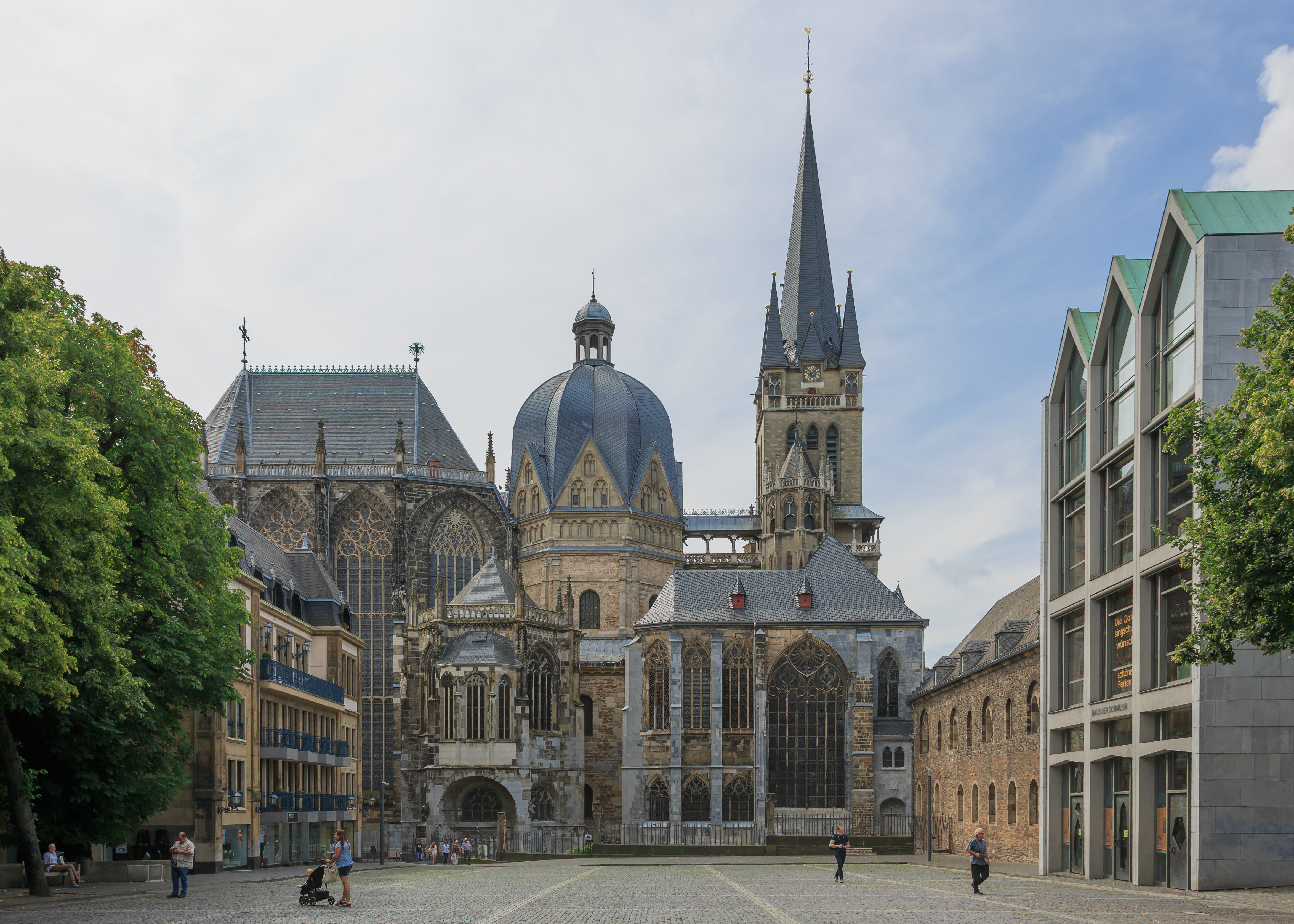
Weltkulturerbe Aachener Dom

In der Liste der Baudenkmäler in Aachen sind alle Baudenkmäler der Stadt Aachen in Nordrhein-Westfalen aufgeführt. Grundlage ist die Denkmalliste der Stadt Aachen (Stand: 27. September 2016).

## Teillisten
Die Liste ist nach den Stadtbezirken Aachens und bei Bedarf noch weiter unterteilt.
| Stadtbezirk            | Liste(n) | Stadt- bzw. Ortsteil(e) und Viertel mit Baudenkmälern                                                                                            |
| ---------------------- | --- | --- |
| Aachen-Mitte           | gegliedert nach Anfangsbuchstaben der Adressen - Liste der Baudenkmäler in Aachen-Mitte (A) - Liste der Baudenkmäler in Aachen-Mitte (B–D) - Liste der Baudenkmäler in Aachen-Mitte (E–G) - Liste der Baudenkmäler in Aachen-Mitte (H–I) - Liste der Baudenkmäler in Aachen-Mitte (J–K) - Liste der Baudenkmäler in Aachen-Mitte (L) - Liste der Baudenkmäler in Aachen-Mitte (M) - Liste der Baudenkmäler in Aachen-Mitte (N–O) - Liste der Baudenkmäler in Aachen-Mitte (P–R) - Liste der Baudenkmäler in Aachen-Mitte (S–Z) | Altstadt, Bildchen, Hanbruch, Hörn, Köpfchen, Nordviertel, Ostviertel, Preuswald, Reumontviertel, Ronheide, Steinebrück, Südviertel, Westviertel |
| Aachen-Mitte           | Liste der Baudenkmäler in Aachen-Burtscheid | Burtscheid, Beverau, Siegel |
| Aachen-Mitte           | Liste der Baudenkmäler in Aachen-Forst | Forst, Hitfeld, Lintert, Rothe Erde, Schönforst                                                                                                  |
| Aachen-Mitte           | Liste der Baudenkmäler im Frankenberger Viertel | Frankenberger Viertel, Steffensviertel, Viktoriaviertel                                                                                          |
| Aachen-Mitte           | Liste der ehemaligen Baudenkmäler in Aachen-Mitte | |
| Brand                  | Liste der Baudenkmäler in Aachen-Brand | Brand, Freund, Krauthausen, Niederforstbach, Rollef                                                                                              |
| Eilendorf              | Liste der Baudenkmäler in Aachen-Eilendorf | Eilendorf, Nirm |
| Haaren                 | Liste der Baudenkmäler in Aachen-Haaren | Haaren, Verlautenheide |
| Kornelimünster/Walheim | Liste der Baudenkmäler in Aachen-Kornelimünster | Kornelimünster |
| Kornelimünster/Walheim | Liste der Baudenkmäler in Aachen-Walheim | Walheim, Eich, Friesenrath, Hahn, Nütheim, Oberforstbach, Schleckheim, Schmithof Grüne Eiche, Lichtenbusch, Sief                                 |
| Laurensberg            | Liste der Baudenkmäler in Aachen-Laurensberg | Laurensberg, Lemiers, Orsbach, Seffent, Soers, Vaalserquartier, Vetschau                                                                         |
| Richterich             | Liste der Baudenkmäler in Aachen-Richterich | Richterich, Forsterheide, Horbach, Uersfeld |